# 武知家住宅
武知家住宅（たけちけじゅうたく）は、徳島県名西郡石井町にある歴史的な建造物。国の重要文化財に指定。「武知家の藍寝床」とも表記される。

## 歴史
武知家住宅は藍製造で繁栄した吉野川下流域で最大級の藍商の住宅である。広大な敷地の中央に主屋を建て、主屋の周囲を藍生産のための藍床などの附属施設で囲み、東側に通門を構える。
主屋は1862年（文久2年）に建てられており、二重の本瓦屋根や式台玄関、広く上質な座敷など高い格式を備えている。敷地には藍の葉を発酵させて染料のすくもを作る「寝床」などの建造物群を含む豪壮な屋敷構えが残っていて、現在もすくもが製造されている。

## 交通
- JR徳島線「石井駅」より車で約5分。